# Ophiobyrsella
Ophiobyrsella is een geslacht van slangsterren uit de familie Ophiomyxidae.

## Soorten
- Ophiobyrsella erinaceus Koehler, 1904
- Ophiobyrsella serpens (Lyman, 1878)